# Юнікой (округ, Теннессі)
Шаблон:StateAbbr_ 36°06′ пн. ш. 82°26′ зх. д. / 36.1° пн. ш. 82.43° зх. д.
Округ  Юнікой (англ. Unicoi County) — округ (графство) у штаті  Теннессі, США. Ідентифікатор округу 47171.

## Історія
Округ утворений 1875 року.

## Демографія
За даними перепису 2000 року загальне населення округу становило 17667 осіб, зокрема міського населення було 9723, а сільського — 7944. Серед мешканців округу чоловіків було 8613, а жінок — 9054. В окрузі було 7516 домогосподарств, 5222 родин, які мешкали в 8214 будинках. Середній розмір родини становив 2,8.
Віковий розподіл населення поданий у таблиці:
| Стать    | До 15 років | 15-21 | 22-29 | 30-39 | 40-49 | 50-65 | 65-85 | Понад 85 |
| -------- | ----------- | ----- | ----- | ----- | ----- | ----- | ----- | -------- |
| Чоловіки | 1553        | 721   | 821   | 1217  | 1414  | 1611  | 1183  | 93       |
| Жінки    | 1423        | 672   | 817   | 1197  | 1335  | 1695  | 1633  | 282      |

## Суміжні округи
- Вашингтон — північ
- Картер — північний схід
- Мітчелл, Північна Кароліна — схід
- Янсі, Північна Кароліна — південь
- Медісон, Північна Кароліна — південний захід
- Грін — захід

## Виноски
1. ↑  U.S. Decennial Census. United States Census Bureau. Архів оригіналу за 4 квітня 2018. Процитовано 14 квітня 2015.
2. ↑  Historical Census Browser. University of Virginia Library. Архів оригіналу за 11 серпня 2012. Процитовано 14 квітня 2015.
3. ↑  Forstall, Richard L., ред. (27 березня 1995). Population of Counties by Decennial Census: 1900 to 1990. United States Census Bureau. Архів оригіналу за 21 лютого 2015. Процитовано 14 квітня 2015.
4. ↑  Census 2000 PHC-T-4. Ranking Tables for Counties: 1990 and 2000 (PDF). United States Census Bureau. 2 квітня 2001. Архів оригіналу (PDF) за 18 грудня 2014. Процитовано 14 квітня 2015.
5. ↑  State & County QuickFacts. United States Census Bureau. Архів оригіналу за 9 грудня 2015. Процитовано 7 грудня 2013.(англ.) Наведено за англійською вікіпедією.
6. ↑  American FactFinder. Бюро перепису населення США. Архів оригіналу за 26 лютого 2012. Процитовано 31 січня 2008. [Архівовано 2008-05-21 у Wayback Machine.]

| США | Це незавершена стаття з географії США. Ви можете допомогти проєкту, виправивши або дописавши її. |